# Figeholms sjöfartsmuseum

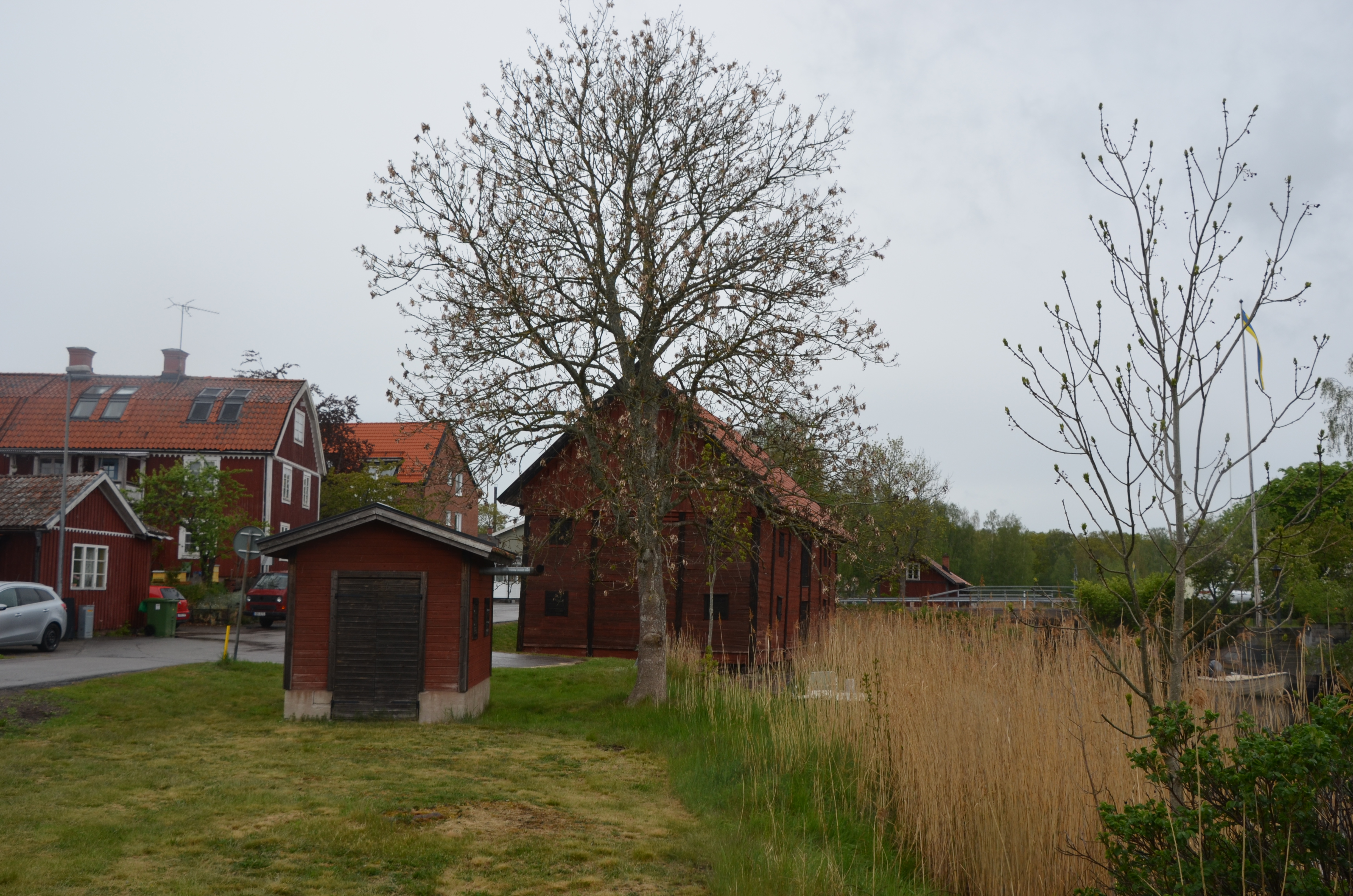
Hamnmagasinet

Figeholms sjöfartsmuseum är ett svenskt arbetslivsmuseum. Det är inrymt i Hamnmagasinet i Figeholm, som byggdes omkring år 1800, och drivs av föreningen Hamnmagasinets Vänner. Museet öppnade 1987. I utställningen visas bland annat allmogebåtar och en äldre storbåt.
Vid slutet av 1800-talet var Figeholm hemmahamn för en ansenlig flotta av stora segelfartyg. Det fanns också en flotta av mindre fraktskutor, som framför allt fraktade brännved till Stockholm och andra städer längs östkusten. Huvuddelen av utställningen beskriver segelsjöfarten under perioden 1850-1950, verksamheten i Figeholms hamn samt det lokala båtbyggeriet. 